# Federico Dimarco
Federico Dimarco (Milaan, 10 november 1997) is een Italiaans voetballer die doorgaans speelt als linksback. In juli 2018 verruilde hij FC Sion voor Internazionale. Dimarco maakte in 2022 zijn debuut in het Italiaans voetbalelftal.

## Clubcarrière
Dimarco speelde vanaf 2004 in de jeugdopleiding van Internazionale. Op 11 december 2014 mocht de linksback zijn debuut maken voor het eerste elftal, toen in de UEFA Europa League met 0–0 gelijkgespeeld werd tegen FK Qarabağ. Tijdens dat duel viel hij zes minuten voor tijd in voor Danilo D'Ambrosio. Ten tijde van het duel had Inter zich reeds geplaatst voor de volgende ronde. In de competitie beleefde de verdediger zijn vuurdoop op de laatste speelronde op 31 mei 2015, toen met 4–3 van Empoli werd gewonnen. Tijdens dit duel mocht Dimarco een minuut voor tijd het veld betreden als vervanger van aanvaller Rodrigo Palacio.
In januari 2016 werd de vleugelverdediger voor een half jaar gehuurd door Ascoli. Na dit halve seizoen vertrok Dimarco opnieuw op huurbasis; nu nam Empoli hem over voor het seizoen 2016/17. De club dwong tevens een optie tot koop af. In dit seizoen speelde hij twaalf wedstrijden voor Empoli. FC Sion nam hem in de zomer van 2017 voor vier miljoen euro over van Inter; in Zwitserland tekende hij voor vier seizoenen.
In Zwitserland speelde hij negen competitiewedstrijden, waarna Internazionale hem voor zeven miljoen euro terughaalde naar Milaan. Hij werd direct voor één seizoen verhuurd aan Parma, dat ook Alessandro Bastoni en Jonathan Biabiany op huurbasis overnam. In januari 2020 werd Dimarco voor anderhalf seizoen verhuurd aan Hellas Verona.

## Clubstatistieken
| Seizoen | Club            | Competitie   | Competitie | Competitie | Beker | Beker | Internationaal | Internationaal | Totaal | Totaal |
| Seizoen | Club            | Competitie   | Wed.       | Dlp.       | Wed.  | Dlp.  | Wed.           | Dlp.           | Wed.   | Dlp.   |
| ------- | --------------- | ------------ | ---------- | ---------- | ----- | ----- | -------------- | -------------- | ------ | ------ |
| 2014/15 | Internazionale  | Serie A      | 1          | 0          | 0     | 0     | 1              | 0              | 2      | 0      |
| 2015/16 | Internazionale  | Serie A      | 0          | 0          | 0     | 0     | —              | —              | 0      | 0      |
| 2015/16 | → Ascoli        | Serie B      | 15         | 0          | 0     | 0     | —              | —              | 15     | 0      |
| 2016/17 | → Empoli        | Serie A      | 12         | 0          | 1     | 0     | —              | —              | 13     | 0      |
| 2017/18 | FC Sion         | Super League | 9          | 0          | 0     | 0     | 0              | 0              | 9      | 0      |
| 2018/19 | Internazionale  | Serie A      | —          | —          | —     | —     | —              | —              | 0      | 0      |
| 2018/19 | → Parma         | Serie A      | 13         | 1          | 1     | 0     | —              | —              | 14     | 1      |
| 2019/20 | Internazionale  | Serie A      | 3          | 0          | 1     | 0     | 0              | 0              | 4      | 0      |
| 2019/20 | → Hellas Verona | Serie A      | 13         | 0          | 0     | 0     | —              | —              | 13     | 0      |
| 2020/21 | → Hellas Verona | Serie A      | 35         | 5          | 2     | 0     | —              | —              | 37     | 5      |
| 2021/22 | Internazionale  | Serie A      | 32         | 2          | 3     | 0     | 7              | 0              | 42     | 2      |
| 2022/23 | Internazionale  | Serie A      | 33         | 4          | 6     | 2     | 11             | 0              | 50     | 6      |
| 2023/24 | Internazionale  | Serie A      | 30         | 5          | 3     | 0     | 7              | 1              | 40     | 6      |
| Totaal  | Totaal          | Totaal       | 196        | 17         | 17    | 2     | 26             | 1              | 239    | 20     |

Bijgewerkt op 29 juli 2024.

## Interlandcarrière
Dimarco maakte deel uit van alle Italiaanse nationale jeugdselecties vanaf Italië –15. Hij bereikte met Italië –17 de finale van het EK –17 van 2013 en de achtste finale van het WK –17 van 2013. Met Italië –19 haalde hij de finale van het EK –19 van 2016. Dimarco werd met Italië –20 derde op het WK –20 van 2017 en nam met Italië –21 deel aan het EK –21 van 2019.
Dimarco maakte zijn debuut in het Italiaans voetbalelftal op 4 juni 2022, toen met 1–1 gelijkgespeeld werd tegen Duitsland in de UEFA Nations League. Lorenzo Pellegrini opende de score namens Italië, waarna de uitslag bepaald werd door Joshua Kimmich. Dimarco moest van bondscoach Roberto Mancini op de reservebank beginnen en hij mocht tien minuten voor tijd invallen voor Cristiano Biraghi. De andere Italiaanse debutanten dit duel waren Davide Frattesi (Sassuolo), Samuele Ricci, Tommaso Pobega (beiden Torino), Wilfried Gnonto (FC Zürich) en Matteo Cancellieri (Hellas Verona). Op 26 september 2020, tijdens zijn zesde interlandoptreden, kwam Dimarco voor het eerst tot scoren in de nationale ploeg. Op bezoek bij Hongarije zag hij Giacomo Raspadori de score openen waarna hij er zeven minuten na rust 0–2 maakte. Daarbij bleef het ook.
In mei 2024 werd Dimarco door bondscoach Luciano Spalletti opgenomen in de voorselectie voor het EK 2024 in Duitsland. Hij werd vervolgens op 6 juni 2024 opgenomen in de definitieve selectie. Italië eindigde als tweede in de groepsfase na een overwinning op Albanië (2–1), een nederlaag tegen Spanje (1–0) en een gelijkspel tegen Kroatië (1–1), waarna het in de achtste finales werd uitgeschakeld met een 2–0 nederlaag tegen Zwitserland. Dimarco kwam in actie in de drie groepswedstrijden. Zijn toenmalige clubgenoten Yann Sommer (Zwitserland), Davide Frattesi, Matteo Darmian, Nicolò Barella, Alessandro Bastoni (allen eveneens Italië), Kristjan Asllani (Albanië), Stefan de Vrij, Denzel Dumfries (beiden Nederland), Marko Arnautović (Oostenrijk), Benjamin Pavard, Marcus Thuram (beiden Frankrijk) en Hakan Çalhanoğlu (Turkije) waren eveneens actief op het EK.
| Interlands van Federico Dimarco voor Italië | Interlands van Federico Dimarco voor Italië | Interlands van Federico Dimarco voor Italië | Interlands van Federico Dimarco voor Italië | Interlands van Federico Dimarco voor Italië | Interlands van Federico Dimarco voor Italië | Interlands van Federico Dimarco voor Italië |
| №                                           | Datum                                       | Wedstrijd                                   | Uitslag                                     | Competitie                                  | Goals                                       |                                             |
| Als speler bij Internazionale               | Als speler bij Internazionale               | Als speler bij Internazionale               | Als speler bij Internazionale               | Als speler bij Internazionale               | Als speler bij Internazionale               | Als speler bij Internazionale               |
| ------------------------------------------- | ------------------------------------------- | ------------------------------------------- | ------------------------------------------- | ------------------------------------------- | ------------------------------------------- | ------------------------------------------- |
| 1                                           | 4 juni 2022                                 | Italië – Duitsland                          | 1 – 1                                       | Nations League 2022/23                      |                                             |                                             |
| 2                                           | 7 juni 2022                                 | Italië – Hongarije                          | 2 – 1                                       | Nations League 2022/23                      |                                             |                                             |
| 3                                           | 11 juni 2022                                | Engeland – Italië                           | 0 – 0                                       | Nations League 2022/23                      |                                             |                                             |
| 4                                           | 14 juni 2022                                | Duitsland – Italië                          | 5 – 2                                       | Nations League 2022/23                      |                                             |                                             |
| 5                                           | 23 september 2022                           | Italië – Engeland                           | 1 – 0                                       | Nations League 2022/23                      |                                             |                                             |
| 6                                           | 26 september 2022                           | Hongarije – Italië                          | 0 – 2                                       | Nations League 2022/23                      | 52'                                         |                                             |
| 7                                           | 16 november 2022                            | Albanië – Italië                            | 1 – 3                                       | Vriendschappelijk                           |                                             |                                             |
| 8                                           | 20 november 2022                            | Oostenrijk – Italië                         | 2 – 0                                       | Vriendschappelijk                           |                                             |                                             |
| 9                                           | 15 juni 2023                                | Spanje – Italië                             | 2 – 1                                       | Nations League 2022/23                      |                                             |                                             |
| 10                                          | 18 juni 2023                                | Nederland – Italië                          | 2 – 3                                       | Nations League 2022/23                      | 6'                                          |                                             |
| 11                                          | 9 september 2023                            | Noord-Macedonië – Italië                    | 1 – 1                                       | EK 2024 kwalificatie                        |                                             |                                             |
| 12                                          | 12 september 2023                           | Italië – Oekraïne                           | 2 – 1                                       | EK 2024 kwalificatie                        |                                             |                                             |
| 13                                          | 14 oktober 2023                             | Italië – Malta                              | 4 – 0                                       | EK 2024 kwalificatie                        |                                             |                                             |
| 14                                          | 17 oktober 2023                             | Engeland – Italië                           | 3 – 1                                       | EK 2024 kwalificatie                        |                                             |                                             |
| 15                                          | 17 november 2023                            | Italië – Noord-Macedonië                    | 5 – 2                                       | EK 2024 kwalificatie                        |                                             |                                             |
| 16                                          | 20 november 2023                            | Oekraïne – Italië                           | 0 – 0                                       | EK 2024 kwalificatie                        |                                             |                                             |
| 17                                          | 24 maart 2024                               | Ecuador – Italië                            | 0 – 2                                       | Vriendschappelijk                           |                                             |                                             |
| 18                                          | 4 juni 2024                                 | Italië – Turkije                            | 0 – 0                                       | Vriendschappelijk                           |                                             |                                             |
| 19                                          | 9 juni 2024                                 | Italië – Bosnië en Herzegovina              | 1 – 0                                       | Vriendschappelijk                           |                                             |                                             |
| 20                                          | 15 juni 2024                                | Italië – Albanië                            | 2 – 1                                       | EK 2024                                     |                                             |                                             |
| 21                                          | 20 juni 2024                                | Spanje – Italië                             | 1 – 0                                       | EK 2024                                     |                                             |                                             |
| 22                                          | 24 juni 2024                                | Kroatië – Italië                            | 1 – 1                                       | EK 2024                                     |                                             |                                             |

Bijgewerkt op 29 juli 2024.

## Erelijst
| Serie A      | 1 | 2023/24          |
| Coppa Italia | 2 | 2021/22, 2022/23 |
| Supercoppa   | 3 | 2021, 2022, 2023 |